# Curling-Weltmeisterschaft der Herren 1988
Die Curling-Weltmeisterschaft der Herren 1988 (offiziell: Hexagon World Men’s Curling Championship 1988) war die 30. Austragung (inklusive Scotch Cup) der Welttitelkämpfe im Curling der Herren. Sie wurde vom 11. bis 17. April des Jahres in der Schweizer Stadt Lausanne, Kanton Waadt, in der Patinoire de Malley veranstaltet. 
Die Curling-Weltmeisterschaft der Herren wurde in einem Rundenturnier (Round Robin) zwischen den Mannschaften aus Schottland, Kanada, den Vereinigten Staaten, der Bundesrepublik Deutschland, Schweden, Norwegen, der Schweiz, Dänemark, Frankreich und Neuling Finnland ausgespielt. 
Die Spiele wurden auf zehn Ends angesetzt.
Norwegen und Kanada standen im Finale der 30. Herren-WM. Die Norweger setzten sich mit 5:4 Steinen gegen die Nordamerikaner durch. Für die Skandinavier war es der dritte Herren-WM-Titel. Im Spiel um die Bronzemedaille hatten die Gastgeber gegen die Schotten mit 4:3 Steinen das Nachsehen.

## Teilnehmende Nationen
| BR Deutschland | Dänemark                                                                                         | Finnland | Frankreich | Kanada |
| --- | ------------------------------------------------------------------------------------------------ | --- | --- | --- |
| SC Riessersee, Garmisch-Partenkirchen Skip: Rainer Schöpp Third: Dieter Kolb Second: Norbert Petrasch Lead: Reinhard Ernst | Hvidovre CC, Hvidovre Skip: Gert Larsen Third: Oluf Olsen Second: Jan Hansen Lead: Michael Harry | Hyvinkää CC, Hyvinkää Skip: Jussi Uusipaavalniemi Third: Petri Tsutsunen Second: Jari Laukkanen Lead: Jarmo Jokivalli Ersatz: Juhani Heinonen | Megève CC, Megève Skip: Christophe Boan Third: Thierry Mercier Second: Gerard Ravello Lead: Alain Brangi               | Ottewell CC, Edmonton, AB Skip: Pat Ryan Third: Randy Ferbey Second: Don Walchuk Lead: Don McKenzie       |
| Norwegen | Schottland                                                                                       | Schweden | Schweiz | Vereinigte Staaten                                                                                        |
| Snarøen CC, Oslo Skip: Eigil Ramsfjell Third: Sjur Loen Second: Morten Søgaard Lead: Bo Bakke                              | St. Martins CC, Perth Skip: David Smith Third: Mike Hay Second: Peter Smith Lead: David Hay      | Karlstads CK, Karlstad Skip: Sören Grahn Third: Henrik Holmberg Second: Per Axelsson Lead: Håkan Funk                                         | Kloten CC, Kloten Skip: Daniel Model Third: Beat Stephan Second: Michael Lips Lead: Richard Mähr Ersatz: Daniel Müller | Granite CC, Seattle, WA Skip: Doug Jones Third: Bard Nordlund Second: Murphy Tomlinson Lead: Mike Grennan |

## Tabelle der Round Robin
| Schlüssel | Schlüssel                      |
| --------- | ------------------------------ |
|           | Qualifiziert für die Play-offs |
|           | Tie-Breaker                    |

| Platz | Team               | Spiele | Siege | Ndlg. |
| ----- | ------------------ | ------ | ----- | ----- |
| 1.    | Kanada             | 9      | 9     | 0     |
| 2.    | Schottland         | 9      | 7     | 2     |
| 3.    | Norwegen           | 9      | 7     | 2     |
| 4.    | Schweiz            | 9      | 5     | 4     |
| 5.    | Schweden           | 9      | 4     | 5     |
| 6.    | BR Deutschland     | 9      | 3     | 6     |
| 7.    | Frankreich         | 9      | 3     | 6     |
| 8.    | Dänemark           | 9      | 3     | 6     |
| 9.    | Finnland           | 9      | 2     | 7     |
| 10.   | Vereinigte Staaten | 9      | 2     | 7     |

## Ergebnisse der Round Robin

### Runde 1
| Finnland | BR Deutschland |
| 4        | 6              |

| Vereinigte Staaten | Schottland |
| 2                  | 5          |

| Schweden | Schweiz |
| 2        | 5       |

| Dänemark | Norwegen |
| 4        | 6        |

| Kanada | Frankreich |
| 8      | 4          |

### Runde 2
| Schottland | Frankreich |
| 7          | 4          |

| Kanada | Schweden |
| 8      | 3        |

| Norwegen | BR Deutschland |
| 8        | 4              |

| Finnland | Schweiz |
| 3        | 4       |

| Dänemark | Vereinigte Staaten |
| 8        | 5                  |

### Runde 3
| Kanada | Dänemark |
| 8      | 4        |

| Norwegen | Finnland |
| 6        | 3        |

| Frankreich | Vereinigte Staaten |
| 7          | 2                  |

| BR Deutschland | Schweden |
| 2              | 8        |

| Schottland | Schweiz |
| 7          | 2       |

### Runde 4
| Vereinigte Staaten | Finnland |
| 4                  | 8        |

| BR Deutschland | Schweiz |
| 2              | 6       |

| Kanada | Schottland |
| 6      | 2          |

| Frankreich | Dänemark |
| 9          | 3        |

| Schweden | Norwegen |
| 5        | 6        |

### Runde 5
| Frankreich | Schweiz |
| 1          | 7       |

| Schweden | Vereinigte Staaten |
| 3        | 6                  |

| Dänemark | Finnland |
| 8        | 2        |

| Norwegen | Schottland |
| 4        | 6          |

| BR Deutschland | Kanada |
| 4              | 7      |

### Runde 6
| Norwegen | Kanada |
| 1        | 8      |

| Dänemark | BR Deutschland |
| 4        | 6              |

| Schottland | Schweden |
| 5          | 6        |

| Schweiz | Vereinigte Staaten |
| 6       | 3                  |

| Frankreich | Finnland |
| 1          | 2        |

### Runde 7
| BR Deutschland | Schottland |
| 4              | 8          |

| Finnland | Kanada |
| 2        | 8      |

| Vereinigte Staaten | Norwegen |
| 3                  | 9        |

| Schweden | Frankreich |
| 5        | 6          |

| Schweiz | Dänemark |
| 4       | 6        |

### Runde 8
| Dänemark | Schweden |
| 4        | 7        |

| Frankreich | Norwegen |
| 5          | 6        |

| Schweiz | Kanada |
| 3       | 4      |

| Schottland | Finnland |
| 7          | 1        |

| Vereinigte Staaten | BR Deutschland |
| 5                  | 3              |

### Runde 9
| Schweiz | Norwegen |
| 3       | 8        |

| Schottland | Dänemark |
| 6          | 5        |

| BR Deutschland | Frankreich |
| 8              | 3          |

| Vereinigte Staaten | Kanada |
| 5                  | 6      |

| Finnland | Schweden |
| 2        | 4        |

## Tie-Breaker
Die Mannschaften aus der Bundesrepublik Deutschland, Dänemark und Frankreich spielten die Platzierungen 6 bis 8 aus. 

### Runde 1
| Frankreich | BR Deutschland |
| 3          | 7              |

### Runde 2
| Frankreich | Dänemark |
| 8          | 6        |

## Play-off

### Turnierbaum
|  | Halbfinale | Halbfinale | Halbfinale |   |        | Finale                      | Finale                      | Finale                      |
|  |            |            |            |   |        |                             |                             |                             |
|  |            |            |            |   |        |                             |                             |                             |
|  | 1          | Kanada     | 4          |   |        |                             |                             |                             |
|  | 4          | Schweiz    | 2          |   |        |                             |                             |                             |
|  |            |            |            | 1 | Kanada | 4                           |                             |                             |
|  |            |            |            |   | 3      | Norwegen                    | 5                           |                             |
|  | 2          | Schottland | 2          |   |        |                             |                             |                             |
|  | 3          | Norwegen   | 7          |   |        | Spiel um die Bronzemedaille | Spiel um die Bronzemedaille | Spiel um die Bronzemedaille |
|  |            |            |            |   |        | 4                           | Schweiz                     | 3                           |
|  | 2          | Schottland | 4          |   |        |                             |                             |                             |
|  |            |            |            |   |        |                             |                             |                             |

### Halbfinale
| Schottland | Norwegen |
| 8          | 7        |

| Kanada | Schweiz |
| 4      | 2       |

### Spiel um die Bronzemedaille
| Schottland | Schweiz |
| 4          | 3       |

### Finale
| Kanada | Norwegen |
| 4      | 5        |

## Endstand
| Platz | Land               |
| ----- | ------------------ |
| 1     | Norwegen           |
| 2     | Kanada             |
| 3     | Schottland         |
| 4     | Schweiz            |
| 5     | Schweden           |
| 6     | BR Deutschland     |
| 7     | Frankreich         |
| 8     | Dänemark           |
| 9     | Finnland           |
| 10    | Vereinigte Staaten |